# 經國轉運站
經國轉運站是一座位於臺灣桃園市桃園區的一座公路客運轉運站，位於桃園經國重劃區內經國路與幸福路口，原預計2019年2月啟用，但因為招商過程多次流標，直到該年5月6日才正式營運。
經國轉運站最初是規劃為南崁轉運站啟用前暫時代替其功能的臨時站，然而目前桃園市政府有意將本站變更為永久站。

## 設施概要
桃園經國轉運站鄰近中山高速公路桃園交流道（南崁交流道），由桃園市政府斥資新臺幣5900萬元建造，2018年3月5日動工；轉運站房為地上2層樓建築，轉運站內2樓設有180席機車停車位，1樓設有6席大客車停靠月臺，正式完工啟用後和欣客運、國光客運、統聯客運等3家客運業者陸續進駐提供服務，並設有售票櫃台、候車空間及餐飲便利商店等設施，轉運站外亦有三重客運、臺北客運、桃園客運、中壢客運等4家客運業者提供國道客運及市區公車轉乘服務。目前桃園經國轉運站由桃園市政府委託國光客運負責經營管理。

## 停靠路線
經國轉運站初期引入目前於桃園交流道周邊設立站點的4家國道客運業者進駐提供服務，每天可提供約330班次客運往返宜蘭、臺北、臺中、嘉義、臺南及高雄等地，也規畫6條市區公車路線，啟用後成為全桃園第一座整合城際國道客運與市區公車轉運站點。

### 站內月臺
- 國光客運
  - 1861 桃園－臺中(經水湳)
- 和欣客運
  - 7500 臺北－臺南(經朝馬、新營、麻豆)
  - 7513 臺北－高雄(經新竹、新營、楠梓)（2024年4月1日通車）
- 統聯客運
  - 1610 臺北－高雄(經中港、岡山、楠梓)
  - 1611 臺北－臺南(經中港、新營)
  - 1661 宜蘭地區轉運站(羅東、宜蘭、礁溪)－桃園機場（經林口、經國轉運站）（2019年8月30日通車）

### 站外路邊月臺[7]
- 國道客運
  - 統聯客運 1662 桃園車站  (後站)－松山機場
  - 三重客運、桃園客運 9005 桃園－臺北市政府(經內科)
  - 臺北客運、桃園客運 9023 桃園－臺北士林(捷運劍潭站 經圓山)

- 桃園市市區公車
  - 桃園客運 189 桃園－經國轉運站
  - 桃園客運 201 蘆竹－八德(經桃園)
  - 桃園客運、中壢客運 702 大溪－林口長庚醫院
  - 桃園客運 302 桃園車站(後站) －高鐵桃園站(經大竹)
  - 桃園客運 707 振聲中學－桃園棒球場
  - 桃園客運 5059 桃園－桃園機場 (經南崁)
  - 桃園客運 220 桃園區公所－環狀紅線（220A繞駛三聖宮）
  - 桃園客運 221 桃園區公所－環狀紅線

## 候車月臺配置
| 月臺 | 使用業者 | 路線編號 | 營運路線或用途             | 備註                                            |
| ---- | -------- | -------- | -------------------------- | ----------------------------------------------- |
| 1    |          |          | 預留空間                   |                                                 |
| 2    | 國光客運 | 1861     | 桃園－臺中                 | 行駛，經水湳、中清路                            |
| 3    | 和欣客運 | 7500     | 臺北－臺南                 | 行駛，部分班次經朝馬、新營、麻豆                |
| 3    | 和欣客運 | 7513     | 臺北－高雄(建國)           | 行駛，部分班次經新竹、新營、楠梓                |
| 4    | 統聯客運 | 1610     | 臺北－高雄(建國)           | 行駛，部分班次經臺中中港、岡山、楠梓            |
| 4    | 統聯客運 | 1611     | 臺北－臺南                 | 行駛，部分班次經臺中中港、新營                  |
| 4    | 統聯客運 | 1661     | 羅東－桃園機場             | 全程車 行駛、，經宜蘭、礁溪、林口長庚、桃園經國 |
| 5    | 亞通客運 | 723      | 經國轉運站－捷運三重國小站 | 行駛，經莊敬路                                  |
| 5    | 亞通客運 | 723A     | 經國轉運站－捷運三重國小站 | 行駛，經南平路                                  |
| 5    | 亞通客運 | 5250C    | 松山機場－經國轉運站－南崁 | 行駛，經奉化路、南福街                          |
| 6    |          |          | 預留空間                   |                                                 |